# Cascajares de la Sierra
Cascajares de la Sierra es una localidad y un municipio  de la provincia de Burgos, comunidad autónoma de Castilla y León (España) , comarca de Sierra de la Demanda, partido judicial de Salas de los Infantes, cabecera del ayuntamiento de su nombre. Pertenece a la mancomunidad Alfoz de Lara/Sierra de Aranza. Las fiestas patronales son el 13 de junio (San Antonio de Padua) y la Natividad de Nuestra Señora el 8 de septiembre.

## Geografía

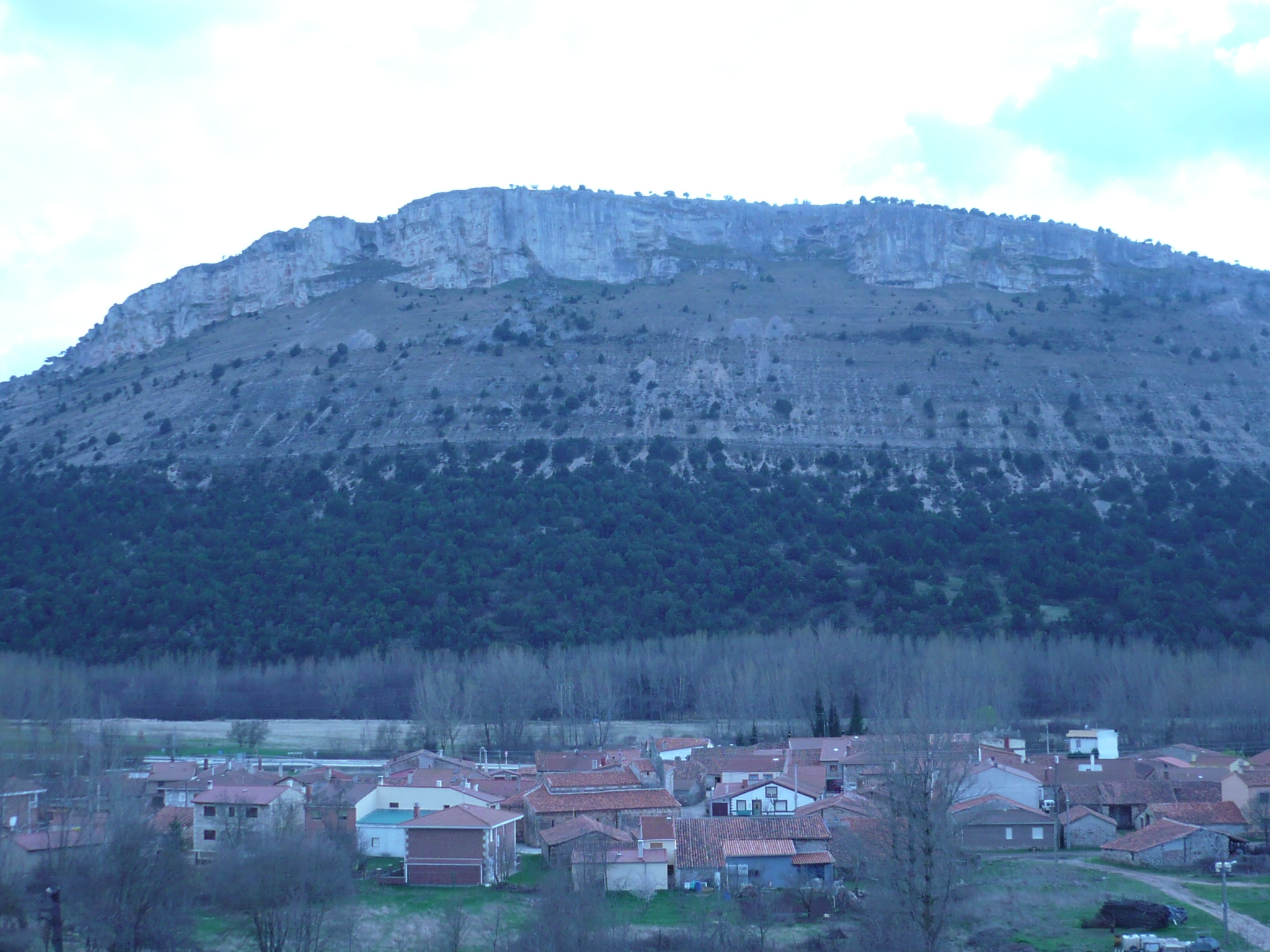
Vista del pueblo.

Integrado en la comarca de Sierra de la Demanda, se sitúa a 46 kilómetros de Burgos. El término municipal está atravesado por la carretera nacional N-234, entre los pK 446 y 448, además de por una carretera local que permite la comunicación con Jaramillo Quemado. El relieve del municipio está definido por las llanuras de los valles del río San Martín y del río Arlanza, y por el brusco sinclinal que forma la sierra del Gayubar. La altitud oscila entre los 1130 metros de la sierra y los 920 metros a orillas del río Arlanza. El pueblo se alza a 923 metros sobre el nivel del mar. 
| Noroeste: Villaespasa | Norte: Villaespasa y Jaramillo Quemado | Nordeste: Jaramillo Quemado                                                       |
| Oeste: Hortigüela     |                                        | Este: Comunidad de Barbadillo del Mercado, Contreras y Cascajares de la Sierra    |
| Suroeste: Hortigüela  | Sur: Contreras                         | Sureste: Comunidad de Barbadillo del Mercado, Contreras y Cascajares de la Sierra |

### Medio ambiente
El 21 % de su término (142,43 hectáreas) queda afectado por la ZEPA Sabinares del Arlanza, donde destacan las siguientes especies: buitre leonado (Gyps fulvus) y alimoche (Neophron percnopterus).

## Monumentos y lugares de interés
- Iglesia parroquial, con ábside románico

## Historia
En Cascajares de la Sierra había paso y actividad humana desde tiempos prehistóricos, pero se empieza a tener constancia de poblamiento en la Alta Edad Media, cuando Cascajares pertenecía al Alfoz de Lara y supuestamente se produjo en ella una batalla entre moros y cristianos, en la que vencieron estos últimos. Los primeros documentos que citan a Cascajares son del 1052, nombrándolo como una zona donde se daba mucho el cascajo.
La restauración, en el año 912, del monasterio de Arlanza (fundado, se dice, por Wamba) se hizo para señalar la victoria sobre los árabes en la batalla de Cascajares. La victoria se recuerda en la copla siguiente: La rota de Cascajares / es argumento evidente / que vale más poca gente / con Dios, que sin Dios millares.
Su historia ha estado ligada en primer término a la del condado de Lara y también a la del Reino de Castilla.
Entre 1927 y 1985 el municipio llegó a contar con una estación de ferrocarril, perteneciente a la línea Santander-Mediterráneo.

## Demografía
Cascajares de la Sierra cuenta con una población de 27 habitantes (INE 2024).
| Gráfica de evolución demográfica de Cascajares de la Sierra entre 1842 y 2021                                       |
| |
| Población de derecho según los censos de población del INE Población de hecho según los censos de población del INE |

## Personalidades
- Victoriano Gómez-Salazar Gómez (siglo XIX), farmacéutico.
- María José Castaño Rodríguez (Burgos 1966), pintora.